# 原嘉南大圳組合事務所
原嘉南大圳組合事務所位於臺南市中西區，是中華民國直轄市定古蹟，為日治時期的末期之作。現為農業部農田水利署嘉南管理處廳舍，未來計畫全棟整修轉為臺南市美術館第二場館。

## 沿革
1907年6月21日，臺灣總督府土木局增設水利課，同時設立總督府水利委員會；同年7月30日公布〈公共埤圳聯合會規則〉。隔年2月29日再公布〈官設埤圳規則〉，將地方長官認定的與公共相關埤圳納入政府管轄並由政府出資改良:94。
1920年8月，嘉義廳、與臺南廳成立「公共埤圳嘉南大圳組合」（事務所初設於嘉義郡嘉義街，由永山止米郎出任理事長）要興建嘉南大圳，該項工程由八田與一擔任總工程師，工程於1930年完工。9月，官設埤圳移交給各地州政府管理。1940年，事務所遷至臺南州廳後的臺南警察署南側，廳舍由住谷茂夫設計:95。
1945年二戰後該建築物改由嘉南農田水利會。1998年6月26日被指定為市定古蹟:95。2020年全國農田水利會納編入農業部農田水利署後，嘉南農水會改制為「農業部農田水利署嘉南管理處」。
2018年10月17日，北側的修復完的原臺南警察署轉為臺南市美術館1館啟用。2024年7月29日，臺南市美術館2館確定未來將無償撥予文化部成立「台南國家美術館」後，在行政院多次召開跨部會協調會議後確認原嘉南大圳組合事務所未來將移交給臺南市美術館成為新場館。

## 建築特色
該建築物屬於現代主義初期建築，故外觀上已無過多裝飾，設計上也以使用機能為考量對象。整體平面呈「L」形，南北向較短（沿南門路）而東西向較長（沿友愛街）:235。短翼部分高三層樓，上有四坡屋頂；長翼部分亦高三層樓，但略低，上為平屋頂。主入口沒有門廊，只有雨遮。門廳與主樓梯位於轉角處，是該建築物裝飾最多的部分:95。而在長翼東側有次入口與另一樓梯:235。該建築物的長翼部分全為辦公室，而短翼部分下層為倉庫，上層則為大會議室:154。

## 外部連結
- 臺南市政府文化觀光處——原嘉南大圳組合事務所 （页面存档备份，存于）
- 臺灣大百科——原嘉南大圳組合事務所 （页面存档备份，存于）